# Bruino
Bruino es una municipio italiano situado en la ciudad metropolitana de Turín, en Piamonte. Tiene una población estimada, a fines de noviembre de 2023, de 8453 habitantes.

## Evolución demográfica
| Gráfica de evolución demográfica de Bruino entre 1861 y 2023 |
|                                                              |
| Fuente: ISTAT - Elaboración gráfica de Wikipedia             |